# Saint-Martin-d'Ardèche
Saint-Martin-d'Ardèche è un comune francese di 906 abitanti situato nel dipartimento dell'Ardèche della regione dell'Alvernia-Rodano-Alpi.

## Società

### Evoluzione demografica
Abitanti censiti

## Economia

### Turismo
- https://www.rhone-gorges-ardeche.com/ Archiviato il 19 febbraio 2019 in Internet Archive. - Place de l'Eglise - Tel.: (33)4.75.54.54.20 - Mail : contact@rhone-gorges-ardeche.com
- 4 hotels/alberghe
- 7 campings
- locazioni d'estate